# Грузино-японские отношения
Грузино-японские отношения — были установлены 3 августа 1992 года, через один год с момента обретения Грузией независимости. В ноябре 2006 года в Токио было открыто посольство Грузии. В январе 2009 года открылось посольство Японии в Тбилиси.

## Экономические отношения и финансовая помощь
Япония оказывает финансовую помощь Грузии в осуществлении различных проектов экономического и культурного развития. Баланс торговли между двумя странами в значительной степени в пользу Японии. Из Японии экспортируются автомобили и промышленные товары, из Грузии в Японию поступают продукты питания и химические вещества.

## Военное сотрудничество
В феврале 2011 года заместитель министра иностранных дел Грузии Николоз Вашакидзе встретился с генеральным директором по международным делам Бюро оборонной политики Министерства обороны Японии Хироси Оэ. В ходе встречи стороны обсудили дальнейшие перспективы военного сотрудничества между Грузией и Японией.

## Официальное заявление Японии по Абхазии и Южной Осетии

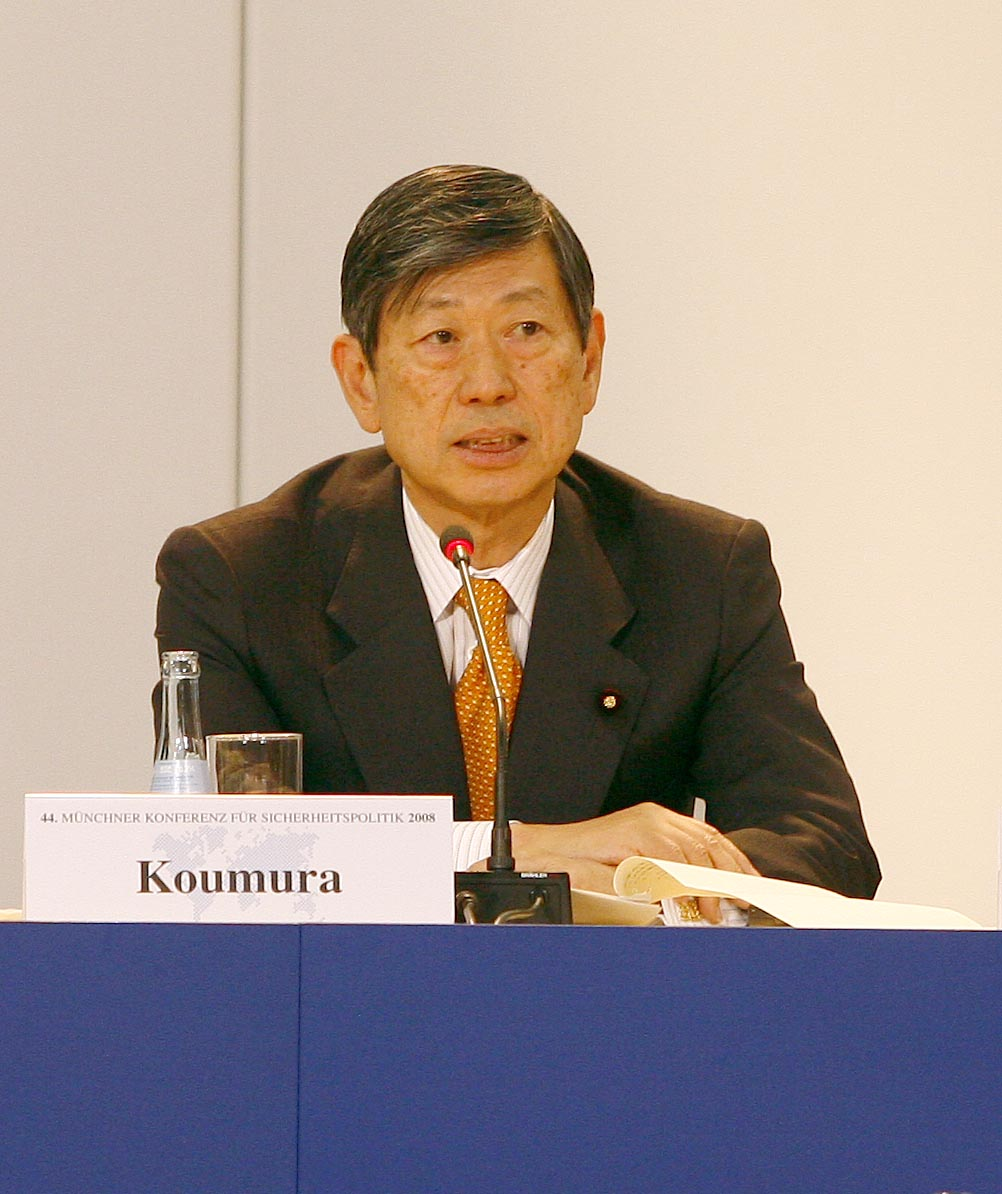
Министр иностранных дел Японии Масахико Кумура, который в августе 2008 года заявил о полной поддержке Японией суверенитета и территориальной целостности Грузии.

Япония поддерживает территориальные претензии Грузии к Абхазии и Южной Осетии. 27 августа 2008 года министр иностранных дел Японии Масахико Кумура выступил с официальным заявлением, полностью поддерживающим территориальную целостность Грузии, после того как накануне Россия официально признала независимость самопровозглашенных республик.
В октябре 2014 года Япония и Грузия выпустили совместное заявление «Солидарность за мир и демократию» в котором заявили: «обе стороны разделяют мнение о том, что мирное урегулирование конфликта в оккупированных регионах Абхазии и Цхинвальском районе Южной Осетии в соответствии с принципами суверенитета и территориальной целостности Грузии, в пределах ее международно признанных границ, имеет важное значение для мира и стабильности в стране и во всем регионе Южного Кавказа». Позиция Японии по «оккупированным регионам Грузии: Цхинвальского района Южной Осетии и Абхазии» была подтверждена в заявлении посольства Японии в Грузии от 1 марта 2017 года.

## Визиты на высшем уровне

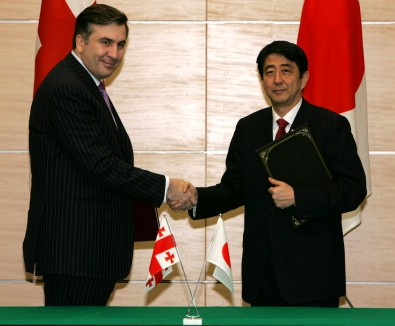
Президент Грузии Михаил Саакашвили и премьер-министр Японии Синдзо Абэ в официальной резиденции премьер-министра в Токио 8 марта 2007 года.

В марте 1999 года президент Грузии Эдуард Шеварднадзе и в марте 2007 года президент Михаил Саакашвили совершили официальные визиты в Японию.

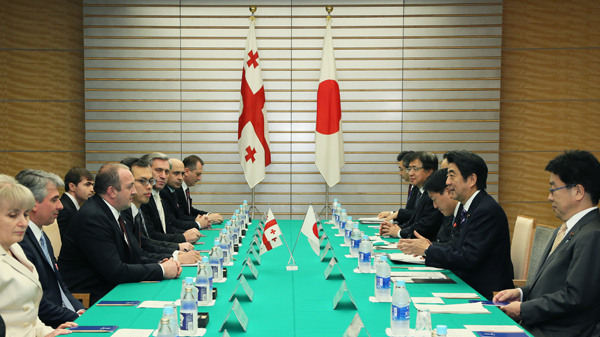
Саммит Грузия — Япония, 2014 год

В октябре 2014 года президент Грузии Георгий Маргвелашвили совершил рабочий визит в Токио. Во время встречи премьер-министр Синдзо Абэ упомянул, что Грузия разделяет те же фундаментальные ценности что и Япония, и оба лидера выступили с совместным заявлением, полностью поддерживающим территориальную целостность Грузии, укрепляющим экономические отношения между обеими странами и определяющим общие цели развития.

## Дипломатические отношения

### Послы Грузии в Японии
Давид Нозадзе (поверенный в делах, 2006—2008)
1. Иван Мачавариани (2008—2009)[9]
2. Реваз Бешидзе (2010—2013)[9]
3. Леван Цинцадзе (2014-)[9]

### Послы Японии в Грузии

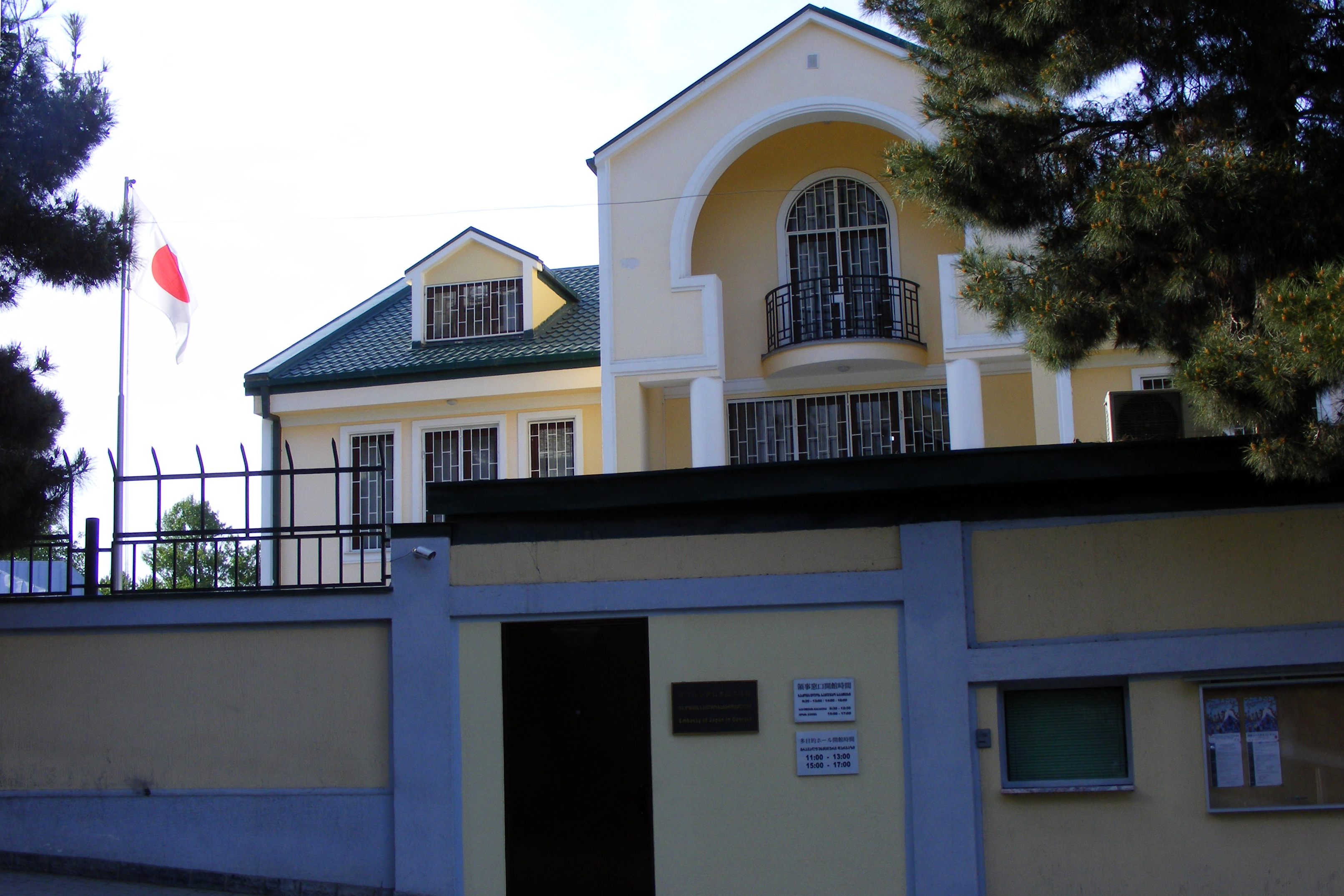
Посольство Японии в Тбилиси (апрель 2012 года)

1. Сумио Эдамура (резиденция в Москве, 1992—1994)
2. Кодзи Ватанабэ (резиденция в Москве, 1994—1996)
3. Такэхиро Того (резиденция в Москве, 1996—1999)
4. Минору Тамба (резиденция в Москве, 1999—2000)
5. Тэцуя Хиросэ (резиденция в Баку, 2000—2002)
6. Тосиюки Фудзивара (резиденция в Баку, 2002—2004)
7. Тадахиро Абэ (резиденция в Баку, 2004—2007)
8. Масамицу Оки (резиденция в Баку, 2007—2009)
9. Масаёси Камохара (2009—2012)
10. Тосио Каитани (2013—2017)
11. Тадахару Уэхара (2017-)